# Guy Reyntiens
Guy Nicolas Reyntiens (26 augustus 1880 – 24 juni 1932) was een Belgisch militair en ruiter.

## Levensloop
Hij nam als lid van het Belgisch team deel aan de Olympische Zomerspelen 1912 in Stockholm en nam met zijn paard Beau Soleil deel aan enkele disciplines in de paardensport. In de eventing raakte evenwel zowel hij individueel als het team dat hij vormde met Paul Convert, Emmanuel de Blommaert en Gaston de Trannoy gediskwalificeerd. In het springconcours verzamelde hij 29 strafpunten, waarmee hij op een dertigste plaats eindigde.
Hij raakte als militair zwaar gewond tijdens de Duitse inval in België in 1914 en ging vervroegd uit het leger. Hij stierf op eenenvijftigjarige leeftijd in 1932. Hij was de zoon van Robert Reyntiens, die vlak na de eeuwwisseling kortstondig een Belgisch lid van het Internationaal Olympisch Comité was.